# Malandro
Il Malandro è un termine portoghese per una persona con uno stile di vita che tende all'ozio o all’azzardo (detto malandragem, in italiano malandraggine), di una persona che vive di espedienti che sfociano anche nell'illecito e che viene tradizionalmente celebrato nelle canzoni di samba.
Lo stereotipo del personaggio "malandro" nasce nella prima metà del XX secolo.
L’origine della parola “malandro” deriva dal termine italiano “malandrino”.

## Personaggi malandri
- José Carioca
- Carlo Emilio Gatti
- João Grilo
- Pedro Malasartes
- Soldo